# 5631 Sekihokutouge
5631 Sekihokutouge (1993 FE1) là một tiểu hành tinh vành đai chính được phát hiện ngày 20 tháng 3 năm 1993 bởi Endate và Watanabe ở Kitami.